# Duplje
Duplje so naselje v Občini Vipava. Ležijo v Vipavski dolini na Primorskem, spadajo pa v Goriško statistično regijo.
JV od naselja so našli kamnite odkruške, V od naselja pa leta 2001 ostanke nižinske naselbine ter poznorimskodobno lončevino. V kraju stojita kapelica iz 20. stoletja in spomenik NOB avtorja Marjana Pogačnika iz leta 1980.